# Moara Domnească, Vaslui
Moara Domnească este un sat în comuna Văleni din județul Vaslui, Moldova, România. Se află în partea de central-nordică a județului, în Podișul Central Moldovenesc. La recensământul din 2002 avea o populație de 1391 locuitori.